# 장도 (연왕)
장도(臧荼, ? ~ 기원전 202년)는 진나라 말기, 한나라 초기의 인물이며, 항우의 열여덟 제후왕 중 하나로 연나라 왕을 지냈다.

## 사적
원래는 진나라 말기 진승 · 오광의 난을 틈타 기원전 209년에 재건된 연나라의 왕 한광의 장수로, 조나라가 진나라 장군 장한의 공격으로 거록에서 포위되자 이를 구원하러 갔다. 이후 조나라 구원에서 주축이 된 초나라의 항우를 중심으로 다른 제후들의 구원군과 연합하여, 함께 진나라의 서울 함양을 점령했다.
기원전 206년, 진나라가 망하고 항우가 옛 진나라의 땅을 나누어 열여덟 제후를 봉건하면서, 자신을 따라 함양을 점령한 장군들을 각자의 소속국을 나누어 왕으로 삼아 장군들을 만족시키고 또 제후국들을 견제하고자 했다. 이에 따라, 장도는 항우를 따라 함양에 들어간 공적이 인정되어 원래 자신의 임금 한광을 대신하여 연나라 왕이 되었고, 한광은 연나라 일부를 쪼갠 요동의 왕이 되었다. 장도는 귀국하여 한광을 강제로 요동으로 옮기고자 했고, 한광이 따르지 않자 무종에서 한광을 쳐 죽이고 한광의 봉지를 아울렀다.
한왕 3년(기원전 204년), 진여를 무찌르고 조나라를 아우른 한신이 이좌거의 진언을 받아들여 연나라를 권유했고, 연나라는 이를 따라 한왕 유방에게 투항했다. 또 한왕 4년(기원전 203년) 승상 소섭도미와 장군 온개를 파견해 항우와 싸우게 했다. 한왕 5년(기원전 202년), 한왕 유방이 서초패왕 항우를 무찌르고 서초를 멸하자 초왕 한신, 한왕 신, 형산왕 오예, 양왕 팽월과 함께 상소하여 한왕 유방을 황제로 추대했다. 고제는 이들의 봉국을 그대로 추인했다. 이해 7월에 전한에 반기를 들었고, 고제의 친정을 받아 사로잡혔다. 재상 온개는 한나라에 자신의 반란을 고발했고, 이전에 파견한 소섭도미도 배반하고 고제 편에 서서 연나라를 공격했다. 고제는 노관을 장도 대신 연나라 왕으로 세웠다.

## 자손
손녀 장아(臧兒)는 괴리 사람 왕중에게 시집가, 경제의 부인 효경황후를 낳았다.